# Loomio
Loomio — безкоштовне програмне забезпечення, за допомогою якого стає можливим колективне обговорення, пошук і прийняття рішень групою людей. Проект виник під час руху Occupy, розвинувшись в соціальне підприємство.
«Loomio» був створений командою розробників вільного ПЗ, активістів і соціальних підприємців з Нової Зеландії. Користувачі Loomio ініціюють дискусії і висувають пропозиції. Під час дискусій над пропозиціями група отримує зворотний зв'язок, відображену на круговій діаграмі. Loomio побудована на принципах вільного програмного забезпечення
У 2014 році завдяки краудфандінгу для розробки Loomio 1.0 зі створенням підтримки на мобільних телефонах і додавання інших корисних функцій було зібрано 100 000 американських доларів.
«Loomio» була використана міською радою Велінгтона для обговорення питань зі своїми громадянами. Піратська партія Греції використовувала Loomio для створення 461 груп, що охоплюють 18 федеральних міністерств, 13 регіонів Греції, 23 префектур і сотень муніципалітетів. Іспанська ліва партія «Подемос» використовує Loomio в ще більших масштабах для організації обговорень і голосувань всередині своїх «кіл» (горизонтально організованих осередків).
У квітні 2014 «Loomio» була удостоєна нагороди «MIX Prize Digital Freedom Challenge».

## Примітка
1. 1 2  https://github.com/loomio/loomio/commit/0adbb5a3e0705930b0169bc40bd8779aa9eac5d6
2. ↑  https://github.com/loomio/loomio-deploy